# Védernyő Egyesület
A Védernyő Egyesület magyarországi civil szervezet. 2019. november 30-án informális szövetségként alakult, majd 2020. november 30-tól egyesületként ill. ernyőszervezetként folytatja működését. 

## Története
A Védernyő Egyesület elődje, a Somnium Szövetség 2019. november 30-án Mezőhegyesen alakult, mint informális szövetség. A csoportosuláshoz más civil szervezetek, intézmények és magánszemélyek csatlakoztak. Közel egy éves előkészítő munka után 2020. november 30-án alakult egyesületté a szervezet, Megújuló Közösségek néven, elnökévé Mackóné Kocsis Magdolnát választották. 2022. február 28-tól Védernyő Egyesület néven és új vezetőséggel működik, elnökévé az egyik tagszervezet, a Megújuló Békés Megyéért Egyesület elnökét, Matuz Ádám Krisztiánt választották. A szervezet 2022. nyarától több tagozattal rendelkezik: saját Robotika Laborja, Kreatív Műhelye és Szeretetszolgálata is van, valamint környezetvédelmi kabinetként létrejött a Zöld Védernyő Kör.

## Céljai és felépítése
- Közösségfejlesztés – és építés kulturális, sport, szabadidős és oktató jellegű rendezvények megszervezése, vagy abban való közreműködés útján.
- Az önkéntesség népszerűsítése, a társadalmi felelősségvállalás és a civil társadalom erősítése, a civil kezdeményezések felkarolása, hagyományőrzés, közösségi életre való nevelés.
- A civil szféra, az ifjúság és a rászorulók általános érdekképviselete.
- A tehetségek támogatása, a Védernyő-díj átadása kimagasló közösségi tevékenységért, valamint a Somnium-díj átadása tanulmányi, művészeti/művészetközvetítési- és sportteljesítmény elismeréséért.
- Adománygyűjtés és adományosztás, rászoruló embertársaink megsegítése.
- Robotika Labor működtetése, a robotika és a technológiai vívmányok népszerűsítése, műszaki ismeretterjesztés.
- Környezetvédelmi akciók, programok szervezése, a környezet – és természetvédelem népszerűsítése.
- Szabadidős és kézműves foglalkozások szervezése.
- Nevéhez hűen befogad más civil szervezeteket, akár egyesületeket és közreműködik új közösségek létrejöttében.

A Védernyő Egyesület számos saját, jogi személyiséggel nem rendelkező belső szervezeti egységgel rendelkezik, melyeknek saját vezetőjük, működési szabályzatuk és alapelveik vannak. Ezek az alábbiak:
- Robotika Labor
- Zöld Védernyő
- Kreatív Műhely
- Védernyő Szeretetszolgálat

A munkáját területi alapszervezetek útján szervezi, melyből jelenleg 4 van az országban. Az egyesület szerteágazó tevékenységét 3+1 tagú elnökség irányítja. Az elnök a pénzügyekért, rendezvényekért és a tagozatok ill. alapszervezetek munkájának összehangolásáért és a karitatív akciókért felel, de átmenetileg az elnök irányítása alatt áll a Zöld Védernyő is. Az egyik alelnök az általános és műszaki ismeretterjesztésért felel és a Robotika Labort irányítja, a másik alelnök pedig a Kreatív Műhelyet irányítja és operatív igazgatóként az egyesület arculatáért, hálózatépítésért és közösségfejlesztésért is felel - mindketten az elnök útmutatásával. Az elnökséghez tartozik még a gazdasági igazgató, aki azonban nem számít alelnöknek. A gazdasági igazgató koordinálja továbbá feladatán túl a területi szervezetek elnöki kapcsolattartását és együttműködését is. Az operatív alelnök-igazgató feladata még az egyesületi tag más szervezetekkel való egyeztetés is. 